# Ераносян, Валентина Петровна
Валентина Петровна Ераносян (девичья фамилия Волгаева; род. 1941) — советский и российский педагог и общественный деятель, кандидат филологических наук, доцент (2005).
Автор более 30 научных публикаций, из них 7 учебно-методических работ.

## Биография
Родилась 23 июля 1941 года в Пензенской области в многодетной семье врача.
Окончив школу и педагогические курсы, работала в сельской школе Пензенской области. В 1966 году была принята в члены КПСС, до 1972 годы занималась организационно-партийной работой в должности инструктора, затем заведующего отделом пропаганды и агитации Батайского горкома КПСС. В 1969 году окончила Ростовский педагогический институт (ныне Ростовский государственный педагогический университет) по специальности «Биология и химия». В 1972 году была направлена
городским комитетом КПСС работать в восьмилетнюю школу № 3 батайского поселка РДВС. Много лет была директором этой школы и заведовала городским отделом народного образования (с 1990 года). Под руководством Валентины Петровны Ераносян совместно с группой ученых Ростовского педагогического университета была разработана концептуальная модель развития системы образования в городе Батайске «Образовательное пространство малого города как среда развития и воспитания личности».
Была членом Батайского горкома КПСС и депутатом Батайского горсовета. Является председателем Совета ветеранов педагогического труда Батайска и попечителем фонда «ШАГ ВМЕСТЕ».
Ученая степень кандидата педагогических наук присуждена её диссертационным советом Ростовского государственного педагогического университета 25 мая 2005 года и утверждена Высшей аттестационной комиссией РФ 15 июня 2005 года. Тема диссертации — «Стратегическое планирование и управление повышением квалификации педагогических кадров в условиях малого города». Преподаватель кафедры управления образованием Южного федерального университета.
Сын Валентины Петровны — Ераносян Владимир Максимович, кандидат политических наук.

## Заслуги
- Была награждена медалями, в числе которых «За доблестный труд», «Ветеран труда» и медаль ордена «За заслуги перед Отечеством» II степени[6].
- Удостоена знаков «Отличник просвещения СССР» и звания «Заслуженный учитель школы РСФСР».
- Почётный гражданин города Батайска (2003)[7].